# 安妮·斯基尔贝克
安妮·斯基尔贝克（丹麥語：Anne Skelbæk，1990年8月31日—），丹麥女子羽毛球運動員。

## 簡歷
2010年，安妮·斯基尔贝克與玛丽亚·赫斯波合作，贏得愛爾蘭羽毛球國際賽的女雙冠軍。

## 主要比賽成績
只列出曾進入準決賽的國際賽事成績：
| 年份   | 賽事                       | 公開賽級別 | 項目     | 拍檔                     | 成績   |
| ------ | -------------------------- | ---------- | -------- | ------------------------ | ------ |
| 2008年 | 希臘羽毛球國際賽           | 國際系列賽 | 女子雙打 | 瑪麗亞·赫斯波            | 冠軍   |
| 2009年 | 歐洲青年羽毛球錦標賽       | 其他       | 混合團體 | －                       | 冠軍   |
| 2009年 | 荷蘭羽毛球國際賽           | 國際挑戰賽 | 混合雙打 | 克里斯蒂安·约翰·斯科夫高 | 亞軍   |
| 2009年 | 捷克羽毛球國際賽           | 國際挑戰賽 | 女子雙打 | 玛丽亚·赫斯波            | 冠軍   |
| 2009年 | 捷克羽毛球國際賽           | 國際挑戰賽 | 混合雙打 | 马德斯·康拉德-彼德森     | 亞軍   |
| 2009年 | 保加利亞羽毛球國際賽       | 國際挑戰賽 | 女子雙打 | 玛丽亚·赫斯波            | 準決賽 |
| 2009年 | 保加利亞羽毛球國際賽       | 國際挑戰賽 | 混合雙打 | 马德斯·康拉德-彼德森     | 準決賽 |
| 2009年 | 挪威羽毛球國際賽           | 國際挑戰賽 | 女子雙打 | 玛丽亚·赫斯波            | 準決賽 |
| 2009年 | 愛爾蘭羽毛球國際賽         | 國際挑戰賽 | 女子雙打 | 玛丽亚·赫斯波            | 亞軍   |
| 2010年 | 荷蘭羽毛球國際賽           | 國際挑戰賽 | 女子雙打 | 玛丽亚·赫斯波            | 亞軍   |
| 2010年 | 荷蘭羽毛球國際賽           | 國際挑戰賽 | 混合雙打 | 安德斯·斯考劳普·拉斯姆森 | 冠軍   |
| 2010年 | 碧特博格羽毛球黃金大獎賽   | 黃金大獎賽 | 女子雙打 | 玛丽亚·赫斯波            | 準決賽 |
| 2010年 | 捷克羽毛球國際賽           | 國際挑戰賽 | 女子雙打 | 玛丽亚·赫斯波            | 亞軍   |
| 2010年 | 捷克羽毛球國際賽           | 國際挑戰賽 | 混合雙打 | 安德斯·斯考劳普·拉斯姆森 | 冠軍   |
| 2010年 | 愛爾蘭羽毛球國際賽         | 國際系列賽 | 女子雙打 | 玛丽亚·赫斯波            | 冠軍   |
| 2011年 | 瑞典斯德哥爾摩羽毛球國際賽 | 國際挑戰賽 | 女子雙打 | 玛丽亚·赫斯波            | 準決賽 |
| 2011年 | 荷蘭羽毛球國際賽           | 國際挑戰賽 | 混合雙打 | 安德斯·斯考劳普·拉斯姆森 | 準決賽 |
| 2011年 | 丹麥羽毛球國際賽           | 國際挑戰賽 | 女子雙打 | 玛丽亚·赫斯波            | 亞軍   |
| 2011年 | 丹麥羽毛球國際賽           | 國際挑戰賽 | 混合雙打 | 安德斯·斯考劳普·拉斯姆森 | 準決賽 |

| 2007-2017年 | 首要超級賽 | 超級賽 | 黃金大獎賽 | 大獎賽 | 國際挑戰賽 | 國際系列賽 | 未來系列賽 | 其他 |